# Victor Moriaud
Victor Moriaud (David Victor Moriaud; * 20. Oktober 1900; Todesdatum unbekannt) war ein Schweizer Sprinter und Hürdenläufer.
Bei den Olympischen Spielen 1924 in Paris wurde er mit der Schweizer Mannschaft im Final der 4-mal-100-Meter-Staffel disqualifiziert. Über 100 m und 110 m Hürden schied er im Vorlauf aus.

## Persönliche Bestzeiten
- 100 m: 11,0 s, 1926
- 110 m Hürden: 16,2 s, 1924